# Академия Малларме

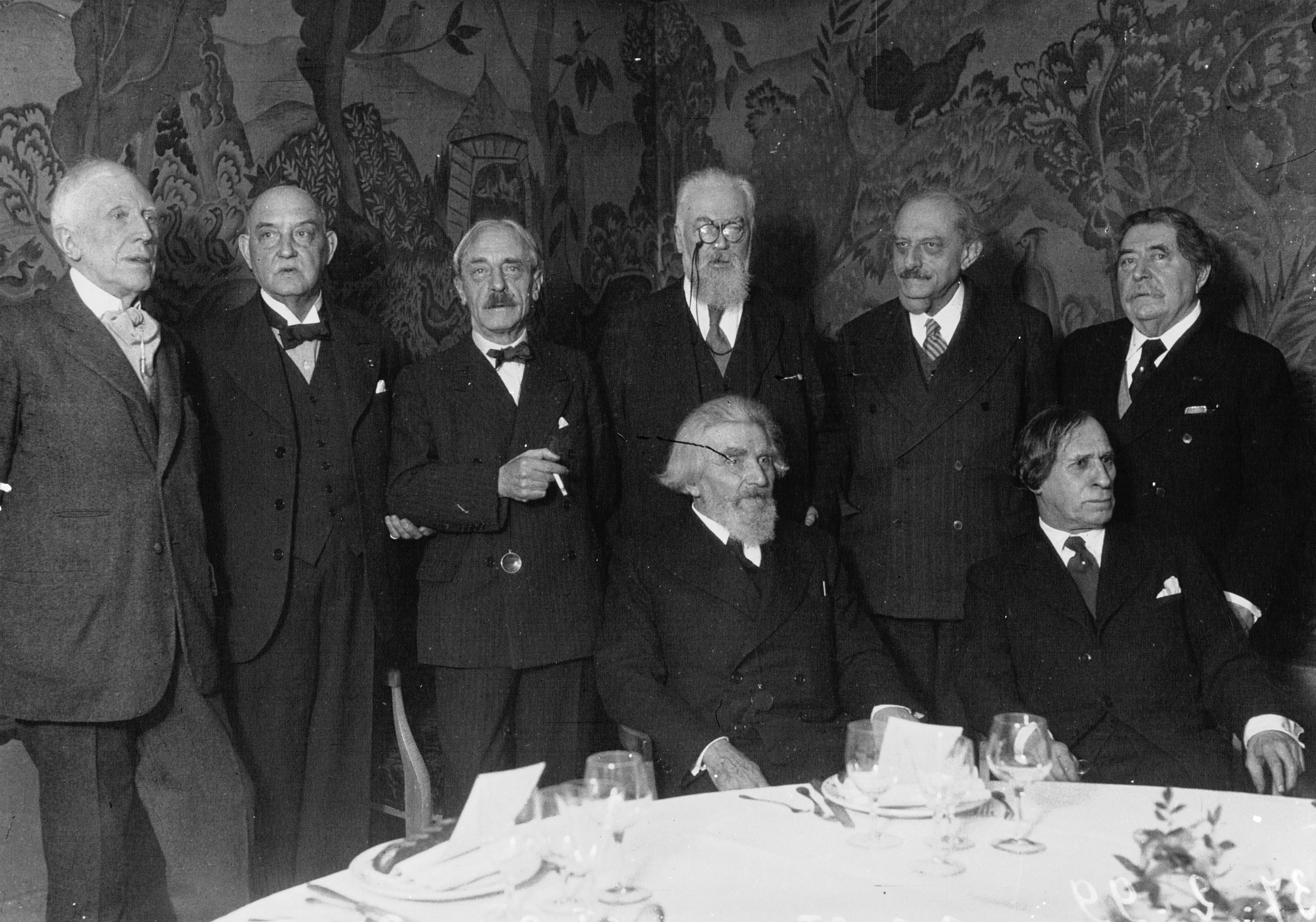
Основатели академии в 1937 году, стоят: Эдуар Дюжарден, Франсис Вьеле-Гриффен, Поль Валери, Андре-Фердинан Герольд, Андре Фонтена, Жан Ажальбер. Сидят: Сен-Поль-Ру, Поль Фор.

Академия Малларме (фр. Académie Mallarmé) — французская литературная академия.
Основана в 1937 году, задумана как параллель Гонкуровской академии для поэтов, названа в честь Стефана Малларме.

## История
В момент основания академии в её состав вошли и являлись её учредителями:
- Поль Валери
- Эдуар Дюжарден
- Андре Фонтена
- Шарль Вильдрак
- Морис Метерлинк
- Андре-Фердинан Герольд
- Альбер Мокель[фр.]
- Леон-Поль Фарг
- Франсис Вьеле-Гриффен
- Поль Фор
- Сен-Поль-Ру
- Валери Ларбо
- Жан Ажальбер

Приглашались принять участие в Академии, но отклонили предложение: Андре Жид, Франсис Жамм и Поль Клодель.
Впоследствии в состав Академии входили Жан Кокто, Жерар д’Увиль, Анри Шарпантье, Жак Одиберти, Анри Мондор, Феликс Фенеон, поэтесса Андре Шедид.

## Современное состояние
В настоящее время в состав академии входят:
- Марк Алин[фр.],
- Жан Л’Ансельм[фр.],
- Мольпуа, Жан-Мишель,
- Барос, Линда Мария,
- Сабатье, Робер,
- Сильвестр Клансье ,
- Абдельлатиф аль-Лааби,
- Венюс Хури-Гата[фр.],
- Аниза Кольц,
- Филипп Жонс,
- Жан Портант,
- Франсуа Монмане[фр.],
- Жан Оризе[фр.],
- Клод Босолей[фр.],
- Доминик Гранмон (Dominique Grandmont),
- Мари-Клер Банкар[фр.],
- Клод Виже,
- Ришар Ронье[фр.],
- Шарль Добжинский[фр.],
- Пьер Остер[фр.],
- Лионель Рей[фр.], с 2010 — президент Академии,
- Эдуар Моник[фр.],
- Жан Пероль[фр.],
- Бернар Мазо (Bernard Mazo),
- Даниэль Лёвер[фр.],
- Филипп Делаво[фр.],
- Пьер Дено,
- Деги, Мишель,
- Александр Вуазар[фр.],
- Клодин Эльфт[фр.].

## Премия Академии
С 1976 Академия присуждает ежегодную премию поэтам, пишущим на французском языке, за совокупность ими созданного, она вручается на книжной ярмарке в городе Брив-ла-Гайард и в денежном выражении составляет 3 800 евро, которые выделяются из городского бюджета.
Премий Академии были, наряду с другими, удостоены в разные годы Клод Эстебан (1983), Анри Мешонник (1986), Мухаммед Диб (1998), Мишель Бютор (2006), Шеймуз Дагтекин (2007).